# RANGRF
RANGRF (англ. RAN guanine nucleotide release factor) – білок, який кодується однойменним геном, розташованим у людей на короткому плечі 17-ї хромосоми. Довжина поліпептидного ланцюга білка становить 186 амінокислот, а молекулярна маса — 20 448.
| 10         |  | 20         |  | 30         |  | 40         |  | 50         |
| ---------- |  | ---------- |  | ---------- |  | ---------- |  | ---------- |
| MEPTRDCPLF |  | GGAFSAILPM |  | GAIDVSDLRP |  | VPDNQEVFCH |  | PVTDQSLIVE |
| LLELQAHVRG |  | EAAARYHFED |  | VGGVQGARAV |  | HVESVQPLSL |  | ENLALRGRCQ |
| EAWVLSGKQQ |  | IAKENQQVAK |  | DVTLHQALLR |  | LPQYQTDLLL |  | TFNQPPPDNR |
| SSLGPENLSP |  | APWSLGDFEQ |  | LVTSLTLHDP |  | NIFGPQ     |  |            |

A: Аланін

C: Цистеїн

D: Аспарагінова кислота

E: Глутамінова кислота

F: Фенілаланін

G: Гліцин

H: Гістидин

I: Ізолейцин

K: Лізин

L: Лейцин

M: Метіонін

N: Аспарагін

P: Пролін

Q: Глутамін

R: Аргінін

S: Серин

T: Треонін

V: Валін

W: Триптофан

Задіяний у таких біологічних процесах, як транспорт, транспорт білків, альтернативний сплайсинг. 
Локалізований у цитоплазмі, ядрі.